# Panzer Dragoon Saga
Panzer Dragoon Saga is een computerspel dat werd ontwikkeld door Team Andromeda en uitgegeven door Sega. Het spel kwam in 1998 uit voor de Sega Saturn.

## Plot
Enkele jaren na de gebeurtenissen in het eerste spel start men opgravingen om zo de geheimen van de ouden te achterhalen. De held in het spel, Edge, en zijn vrienden worden aangevallen door een monster dat opduikt uit de diepte.
Tijdens de opgravingen wordt een jong meisje ontdekt dat vastzit in steen. Edge raakt gewond en beland bewusteloos op de bodem van de grot. Hij wordt gered door een mystische draak die hem op zijn rug neemt om de monsters te verslaan.

## Spel
Het spel is niet langer meer een rail shooter, maar introduceert elementen van het rollenspelgenre zoals willekeurige vijanden, beurtelingse gevechten en een spelwereld die vrij te verkennen is.

## Ontvangst
| Recensiescore             | Recensiescore |
| Recensieverzamelaar       | Score         |
| ------------------------- | ------------- |
| GameRankings              | 92%           |
| Publicist                 | Score         |
| Computer and Video Games  | 5/5           |
| Electronic Gaming Monthly | 9,5           |
| Game Informer             | 9             |
| GameSpot                  | 9,2           |

Panzer Dragoon Saga ontving zeer positieve recensies. Men prees het grafische gedeelte, de gameplay en het gevechtssysteem. Enige kritiek was er op de korte lengte en lage moeilijkheidsgraad van het spel.
Op aggregatiewebsite GameRankings heeft het spel een verzamelde score van 92%.

## Trivia
- Het spel is opgenomen in het boek 1001 Video Games You Must Play Before You Die van Tony Mott.